# هوگو استرنج
پروفسور هوگو استرنج (به انگلیسی: Hugo Strange) یک شخصیت خیالی شرور بزرگ در کتاب‌های کامیک آمریکایی منتشر شده توسط دی‌سی کامیکس است که اغلب به عنوان دشمن شخصیت ابرقهرمان بتمن به‌شمار می‌رود. او یک دانشمند و نابغه روانشناسی از شروران کمیک‌های بتمن است. وی برای اولین بار در شمارهٔ ۳۶ مجموعه کمیک‌های کاراگاهی، توسط باب کین و بیل فینگر وارد داستان‌های بتمن شد.

## تاریخچه
هوگو استرنج مانند معنی اسمش (استرنج) (به انگلیسی:Strange) به معنی انسانی عجیب است. او شب‌ها به وسیلهٔ پرتوی مخصوص، مه غلیظی ایجاد می‌کند و افرادش را برای دزدی می‌فرستد. او در شب‌ها نیروهایش را برای سرقت از بانک می‌فرستد. روزی بتمن تلاش می‌کند جلوی افرادش را بگیرد که آن‌ها بتمن را دستگیر می‌کنند و به مخفیگاه استرنج می‌برند و از دست‌هایش آویزان می‌کنند. استرنج با استفاده از مادهٔ مخصوصی باعث رشد هیپوفیز و رشد اندام افرادش می‌شود. استرنج در طول کمیک ها بارها به صورت دروغین می‌میرد، و بعدها در گاتهام سیتی بیمارستانی مخصوص افراد مرفه شهر تأسیس می‌کند و در آنجا به هویت بتمن پی می‌برد.

## شهر آرکهام
در تیمارستان آرکهام بتمن اتاقی مخفی می‌یابد که در آن مدارکی از بخشی قرنطینه در گاتهام بنام آرکهام سیتی پیدا می‌کند.
حدود یک سال بعد سرپرست تیمارستان آرکهام کوئینسی شارپ به عنوان شهردار گاتهام انتخاب می‌شود و پروژه شهر آرکهام اجرا می‌شود.
شهر آرکهام در واقع پروژه‌ای بود که در طی آن تمام جنایتکاران گاتهام به منطقه‌ای قرنطینه یا زندانی روباز بنام آرکهام سیتی یا شهر آرکهام منتقل می‌شوند. دیری نمی‌پاید که شهردار شارپ هوگو استرنج را به عنوان سرپرست شهر آرکهام معرفی می‌کند. بروس وین با بررسی سوابق استرنج متوجه می‌شود که شهر آرکهام مشکوک است و با آن مخالفت می‌کند، امّا استرنج وین را دستگیر کرده و به شهر آرکهام منتقل می‌کند.
سپس استرنج هنگام بازجویی از وین آگاهی خود را از اینکه او و بتمن یک نفر هستند را ابراز می‌کند و از پروژه‌ای بنام «پروتکل ۱۰» که تا ده ساعت دیگر شروع می‌شود و قهرمان شدن سخن می‌راند؛ و خط داستانی بازی دربارهٔ کشف چیستی پروتکل ۱۰ است. امّا بتمن تنها زمانی موّفق به کشف این معما می‌شود که این پروژه به اجرا می‌رسد؛ و در آنجاست که هدف اصلی تشکیل آرکهام سیتی را می‌فهمد و متوجّه می‌شود که کوئینسی شارپ تنها آلت دست استرنج بوده و استرنج با تشکیل این شهر می‌خواسته تمام جنایتکاران شهر در یک جا جمع کند و همه را طی پروتکل ۱۰ نابود کند تا گاتهام را از جنایتکاران پاک کند. در آن وقت بتمن می‌فهمد که هدف استرنج بسیار شبیه به عقیده‌های افراطی رأس‌الغول است.
هنگامی که بتمن اقدام به توقف پروتکل ۱۰ می‌کند، ناگهان استرنج به وسیلهٔ شمشیری کشته می‌شود. آن شمشیر، متعلق به رأس‌الغول است که به قلب استرنج فرومی‌رود و در آنجا بتمن می‌فهمد که خود استرنج آلت دست رأس‌الغول بوده؛ و پروتکل ۱۰ را متوقف می‌کند، سرانجام استرنج هنگام مرگ پروتکل ۱۱ را فعال می‌کند و برج شگفتی را منفجر می‌کند و جسد رأس‌الغول بر فراز لوگوی ایده شیطانی‌اش آرکهام سیتی می‌افتد و جسد استرنج در آتش می‌سوزد. در واقع هدف رأس‌الغول از این کار پاک کردن آرکهام از جنایت بود و احیای ایده شیطانی شکست خورده‌اش (شهر شگفتی).
مکالمه بروس وین و هوکو استرنج حین بازجویی:
- استرنج: بلند شو آقای وین مطالبی زیادی برای صحبت داریم.
- وین:استرنج؟
- استرنج:خوشحالم که من رو می‌شناسید.
- وین: شهر آرکهام باید متوقف بشه چون خارج از کنترله
- استرنج:متوقف بشه؟

اما در پایان شب من قهرمان میشم درست مثل تو "'بتمن "'.
- استرنج:ممنونم آقای وین حالا با داستان شما پروتکل ۱۰ آماده است برای شروع.

این میراث منه، گاتهام برای همیشه از هوگو استرنج ممنون خواهد بود.
دیالوگ هوگو استرنج در تریلر بازی بتمن: شهر آرکهام
- پس تو (بتمن) اسم منو میدونی. خوبه چون من همه چیز در مورد تورو می‌دونم. من راز تاریکی تورو می‌دونم. من عوض کردن شخصیت تورو می‌دونم. من میدونم تو بروس وین هستی.

## تلویزیون
سری انیمیشن لیگ عدالت
سریال تلویزیونی گاتهام با بازی بی دی ونگ

## بازی‌ها
(بتمن نینتندو)
(بتمن: شهر آرکهام با صدای کوری برتون.)